# چنگک باغی

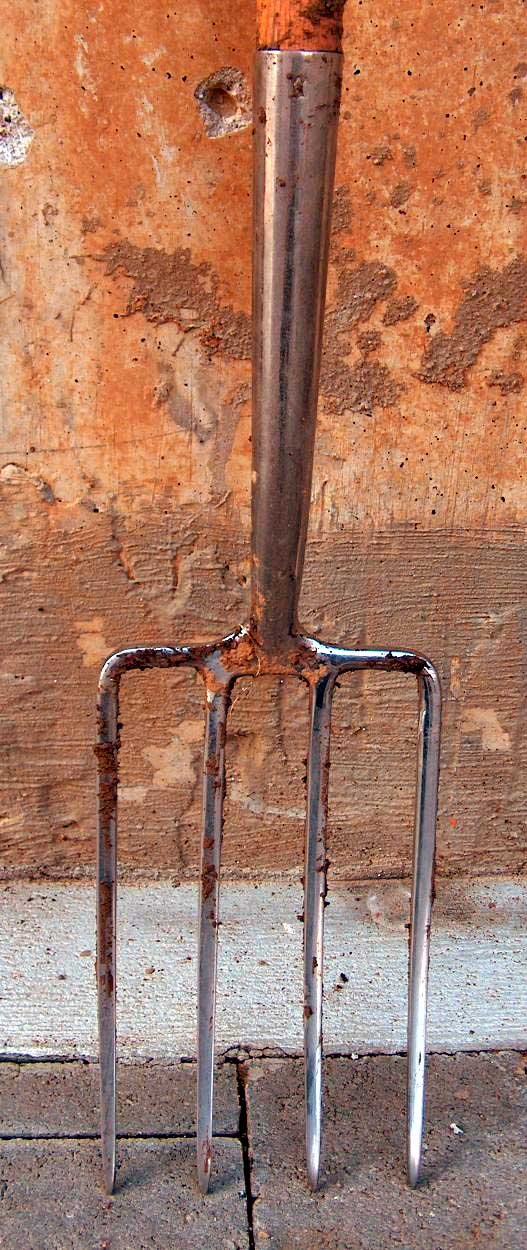
چنگک باغی

چنگک باغی نام وسیله‌ای است که در کارهای باغبانی استفاده می‌شود. این وسیله از یک دستهٔ معمولاً چوبی و همانند چنگال دارای سری دندانه‌دار است. از این وسیله برای جابجای و پوک کردن خاک در کارهای باغبانی و کشاورزی استفاده می‌شود. همچنین از این وسیله برای جمع‌آوری علف‌های هرز و از بین بردن ریشهٔ این علفها در خاک استفاده می‌شود.